# Washington Abad
Washington Abad Barrios (Carmelo, 23 de mayo de 1950) es un exfutbolista uruguayo. Jugaba de delantero y jugó en diversos equipos de Uruguay y Chile. Se hizo conocido por su paso en Lota Schwager, entre 1976 y 1979.

## Trayectoria
Abad debutó en Nacional de Montevideo en 1970, tras hacer todas las divisiones inferiores desde 5.ª división hasta debutar en Primera. Integró el plantel tricolor campeón de la Copa Libertadores 1971, Copa Intercontinental 1971 y Copa Interamericana 1972, que Nacional le ganó al Cruz Azul, en donde Abad estuvo presente como titular en el partido de ida, jugado en el Estadio Azteca de México. Además, con "El Bolso" ganó el Campeonato Uruguayo de Primera División en tres ocasiones.
En 1974 estuvo a préstamo en Montevideo Wanderers, y en 1975 llegó a Chile, país donde jugó el resto de su carrera, fichando aquel año en Ñublense.
En 1976 fue contratado en Lota Schwager, en donde se ganó el corazón de los hinchas a punta de goles y buenas actuaciones en ese equipo que si bien terminaba en mitad de tabla, era un constante en aquellas temporadas de la Primera División chilena. Fue allí donde también fue partícipe de un hecho curioso y debatido hasta el día de hoy. El 19 de agosto de 1978 Lota Schwager jugaba de local ante Rangers de Talca, que venía de una muy mala campaña y muchos problemas internos. Ese día el elenco rojinegro disputó el partido con juveniles, y Lota se quedó con el triunfo por el resultado de 14-1, con siete goles de Abad, lo cual se transformó en el récord de la mayor cantidad de anotaciones convertidas por un jugador en un mismo partido de Primera División en el país, pero debido a que Rangers no se presentó con profesionales a jugar el partido, la Asociación Central de Fútbol de Chile (hoy ANFP), no validó el partido y le dio el triunfo oficialmente al elenco de Lota por un marcador de 1-0, sin contabilizar además los goles que el uruguayo anotó aquella tarde. Años más tarde, Luka Tudor le marcó siete goles a Deportes Antofagasta, quedándose con el récord goleador. En la actualidad, la autenticidad de la marca de Washington Abad es debatida por los hinchas e historiadores del fútbol chileno.
Luego de su paso por el club carbonífero, estuvo en Deportes Arica y Deportes Concepción, poniendo fin a su carrera en el elenco penquista el año 1982.

## Clubes
| Club                 | País    | Año       |
| -------------------- | ------- | --------- |
| Nacional             | Uruguay | 1970-1973 |
| Montevideo Wanderers | Uruguay | 1974      |
| Ñublense             | Chile   | 1975      |
| Lota Schwager        | Chile   | 1976-1979 |
| Deportes Concepción  | Chile   | 1981-1982 |

## Palmarés

### Títulos nacionales
| Título           | Club     | País    | Año  |
| ---------------- | -------- | ------- | ---- |
| Primera División | Nacional | Uruguay | 1970 |
| Primera División | Nacional | Uruguay | 1971 |
| Primera División | Nacional | Uruguay | 1972 |

### Títulos internacionales
| Título                | Club     | País    | Año  |
| --------------------- | -------- | ------- | ---- |
| Copa Libertadores     | Nacional | Uruguay | 1971 |
| Copa Intercontinental | Nacional | Uruguay | 1971 |
| Copa Interamericana   | Nacional | Uruguay | 1972 |